# Greg Kinnear

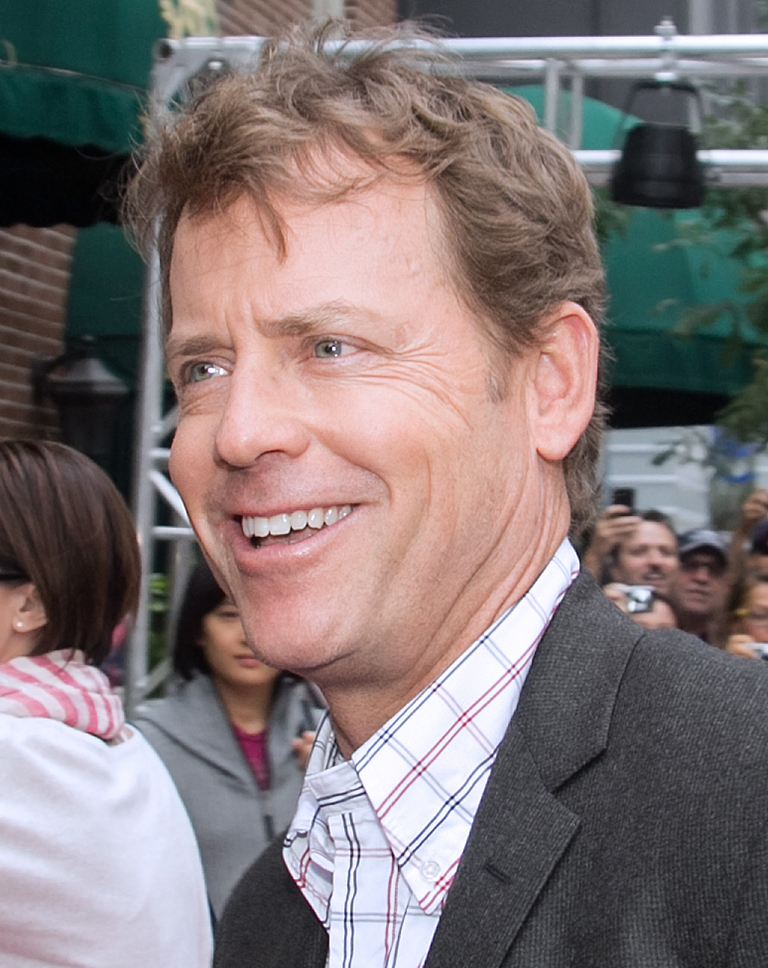
Greg Kinnear (2012)

Gregory B. „Greg“ Kinnear (* 17. Juni 1963 in Logansport, Indiana) ist ein US-amerikanischer Filmschauspieler.

## Leben
Kinnears Vater Edward Kinnear war Diplomat für das Außenministerium der Vereinigten Staaten, seine Mutter Suzanne (geborene Buck) arbeitete als Hausfrau. Er hat zwei ältere Brüder: James (* 1957) und Steve (* 1959). Als Kind begleitete Gregs Familie seinen Vater in verschiedene Länder wie den Libanon (1974/75 bis zum Ausbruch des libanesischen Bürgerkrieges) und Griechenland (1975–1982). So ging er zum Beispiel einen Teil seiner Kindheit in Athen zur Schule und spricht fließend griechisch. 1985 beendete er sein Studium an der University of Arizona in Tucson mit einem Abschluss in Journalistik.
Greg Kinnear ist seit dem 1. Mai 1999 mit Helen Labdon verheiratet. Ihr erstes Kind wurde 2001 tot geboren. Das Ehepaar lebt heute mit drei gemeinsamen Töchtern (* 2003, * 2006 und * 2009) in Los Angeles.

## Karriere
Während seiner Schulzeit in Athen hatte er die Möglichkeit, durch seine eigene Radio-Sendung School Daze with Greg Kinnear erste Erfahrungen in der Show-Moderation zu sammeln.
Erstmals machte Kinnear 1991 im Fernsehen auf sich aufmerksam, als er in der Unterhaltungssendung Talk Soup als frecher Moderator Clips aus anderen TV-Shows kommentierte. Er schrieb auch die Drehbücher einiger Episoden der Kult-Sendung, in der er von 1991 bis 1994 auftrat; einige Zeit agierte er auch als ausführender Produzent. 1994 verließ er die Sendung, um seine eigene Late-Night-Show, Later With Greg Kinnear, zu moderieren. Auch hier wirkte er gleichzeitig als ausführender Produzent mit.
Sein Kinodebüt gab Kinnear in Sydney Pollacks Remake Sabrina (1995) neben Harrison Ford und Julia Ormond. 1997 überzeugte er als Jack Nicholsons unglückseliger Nachbar in James L. Brooks Oscar-nominierter Komödie Besser geht’s nicht (1997). Für seinen Auftritt wurde er als bester Nebendarsteller mit einer Oscar-Nominierung, einer Auszeichnung des National Board of Review sowie Nominierungen für den Golden Globe, den Golden Satellite Award und den Screen Actors Guild Award bedacht. Anschließend sah man ihn in Nora Ephrons romantischer Komödie e-m@il für Dich (1998) neben Tom Hanks und Meg Ryan, für die er den Blockbuster Entertainment Award gewann, und in Mike Nichols Good Vibrations – Sex vom anderen Stern (2000).
Seine Rolle in Paul Schraders Biopic Auto Focus (2002) in der Rolle des Schauspielers und Komikers Bob Crane wird häufig als „Wendepunkt in Kinnears Karriere“ betrachtet, da sich „dessen schauspielerische Bandbreite, Tiefe und Darstellungskunst nun auch in dramatischen Rollen offenbarte“. Nach diesem Film übernahm der Schauspieler mehrfach auch dramatische Rollen. Im Film Wir waren Helden (2002) spielte er neben Mel Gibson, in Unzertrennlich (2003) und Green Zone (2010) mit Matt Damon, in Godsend (2004) an der Seite von Robert De Niro. Seine Stimme war im Zeichentrickfilm Robots (2005) zu hören. In Mit Dir an meiner Seite (2010) spielte er den todkranken Vater Steve Miller.
Zu seinen großen Erfolgen gehört die international gefeierte und vielfach ausgezeichnete Komödie Little Miss Sunshine (2006). Kinnear spielte hier einen liebevollen, zerstreuten Vater, der seine schräge Großfamilie auf einen Roadtrip mitnimmt, um seiner übergewichtigen siebenjährigen Tochter die Teilnahme an einem nationalen Schönheitswettbewerb zu ermöglichen.
In der sechsten Staffel der Serie House of Cards übernahm er 2018 die Rolle des „Bill Shepherd“. 2019 gab er mit Phil sein Regiedebüt. Zugleich war er in der Hauptrolle zu sehen.

## Filmografie
- 1988: Footballstar um jeden Preis (What Price Victory)
- 1994: Blöd-Man (Blankman)
- 1995: Sabrina
- 1996: Hilfe, ich komm’ in den Himmel (Dear God)
- 1997: A Smile Like Yours – Kein Lächeln wie Deins (A Smile Like Yours)
- 1997: Besser geht’s nicht (As good as it gets)
- 1998: e-m@il für Dich (You’ve Got M@il)
- 1999: Mystery Men
- 2000: Good Vibrations – Sex vom anderen Stern (What Planet Are You From?)
- 2000: Nurse Betty
- 2000: Loser – Auch Verlierer haben Glück (Loser)
- 2000: The Gift – Die dunkle Gabe (The Gift)
- 2001: Männerzirkus (Someone Like You…)
- 2001: Dinner with Friends
- 2002: Auto Focus
- 2002: Wir waren Helden (We Were Soldiers)
- 2003: Unzertrennlich (Stuck On You)
- 2003: Friends (Fernsehserie, 1 Folge)
- 2004: Godsend
- 2005: Mord und Margaritas (The Matador)
- 2005: Robots
- 2005: Die Bären sind los (Bad News Bears)
- 2006: Unbesiegbar – Der Traum seines Lebens (Invincible)
- 2006: Fast Food Nation
- 2006: Little Miss Sunshine
- 2006: Unknown
- 2007: Zauber der Liebe (Feast of Love)
- 2008: Baby Mama
- 2008: Wen die Geister lieben (Ghost Town)
- 2008: Flash of Genius
- 2010: Green Zone
- 2010: Mit Dir an meiner Seite (The Last Song)
- 2011: Modern Family (Fernsehserie, Staffel 3, Folge 14)
- 2011: Die Kennedys (The Kennedys, Miniserie, 8 Folgen)
- 2011: Wer’s glaubt wird selig – Salvation Boulevard (Salvation Boulevard)
- 2011: Thin Ice
- 2011: Der ganz normale Wahnsinn – Working Mum (I Don’t Know How She Does It)
- 2012: Love Stories (Stuck in Love)
- 2013: Movie 43
- 2013: The English Teacher
- 2013: Anchorman – Die Legende kehrt zurück (Anchorman 2: The Legend Continues)
- 2014: Den Himmel gibt’s echt (Heaven Is for Real)
- 2016: Little Men
- 2016: Auf Treu und Glauben (Confirmation, Fernsehfilm)
- 2017: Die Abenteuer von Brigsby Bär (Brigsby Bear)
- 2017: Genauso anders wie ich (Same Kind of Different as Me)
- 2018: Philip K. Dick’s Electric Dreams (Fernsehserie, Folge 1x10)
- 2018: House of Cards (Fernsehserie, 7 Folgen)
- 2018–2019: Unbreakable Kimmy Schmidt (Fernsehserie, 2 Folgen)
- 2019: Frankie
- 2019: Strange But True
- 2019: The Red Sea Diving Resort
- 2019: Phil
- 2020: Die Misswahl – Der Beginn einer Revolution (Misbehaviour)
- 2021: Crisis
- 2022: In with the Devil (Black Bird, Miniserie, 6 Folgen)
- 2022–2023: Shining Vale (Fernsehserie, 16 Folgen)
- 2023: You – Du wirst mich lieben (You, Fernsehserie, 3 Folgen)
- 2024: Lass es, Larry! (Curb Your Enthusiasm, Fernsehserie, 1 Folge)
- 2024: The Present

## Auszeichnungen
Quelle: IMDb
Nominierungen in normaler Schrift; erhaltene Auszeichnungen fett
Academy Award
- 1998: Bester Nebendarsteller (Besser geht’s nicht)

Blockbuster Entertainment Award
- 1999: Bester Nebendarsteller (e-m@il für Dich)

Boston Film Festival
- 2008: Bester Schauspieler (Flash of Genius)

CableACE Awards
- 1994: „Best Magazine Show Special or Series“ (Talk Soup: Weekend Edition)
- 1994: „Best Recreation and Leisure Special or Series“ (Talk Soup on Vacation)
- 1995: Bester Moderator einer Unterhaltungssendung (Talk Soup)

Central Ohio Film Critics Association Award
- 2007: Bestes Ensemble → 2. Platz (mit der restlichen Besetzung) (Little Miss Sunshine)

Chicago Film Critics Association Awards
- 1996: „Most Promising Actor“ (Sabrina)
- 1998: Bester Nebendarsteller (Besser geht’s nicht)

Daytime Emmy Award
- 1995: „Outstanding Special Class Program“ (mit den anderen Produzenten) (Talk Soup)

Emmy Award
- 2011: Bester Hauptdarsteller in einer Mini-Serie oder einem Kinofilm (Die Kennedys)
- 2012: Bester Gastdarsteller in einer Comedy-Serie (Modern Family)

Golden Apple Award
- 1996: Männliche Entdeckung des Jahres

Golden Globe
- 1998: Bester Nebendarsteller (Besser geht’s nicht)

Golden Satellite Award
- 1997: Bester Nebendarsteller (Besser geht’s nicht)

Gotham Awards
- 2006: „Best Ensemble Cast“ – Bester Gesamteindruck eines Cast (mit der restlichen Besetzung) (Little Miss Sunshine)

National Board of Review Award
- 1997: Bester Nebendarsteller (Besser geht’s nicht)

New York Film Critics Circle Awards
- ! 2002: Bester Schauspieler → 3. Platz (Auto Focus)

Phoenix Film Critics Society Award
- 2006: „Best Ensemble Cast“ – Bester Gesamteindruck eines Cast (mit der restlichen Besetzung) (Little Miss Sunshine)

Satellite Awards
- 1998: Bester Nebendarsteller in einer Komödie/einem Musicalfilm (Besser geht’s nicht)

Screen Actors Guild Award
- 1998: Bester Nebendarsteller (Besser geht’s nicht)
- 2007: Herausragende Leistung eines Cast in einem Kinofilm (mit der restlichen Besetzung) (Little Miss Sunshine)

ShoWest Convention
- 1996: Männlicher Star von Morgen

Southeastern Film Critics Association Awards
- 1998: Bester Nebendarsteller (Besser geht’s nicht)